# Institut Max-Planck de recherche sur l'état solide

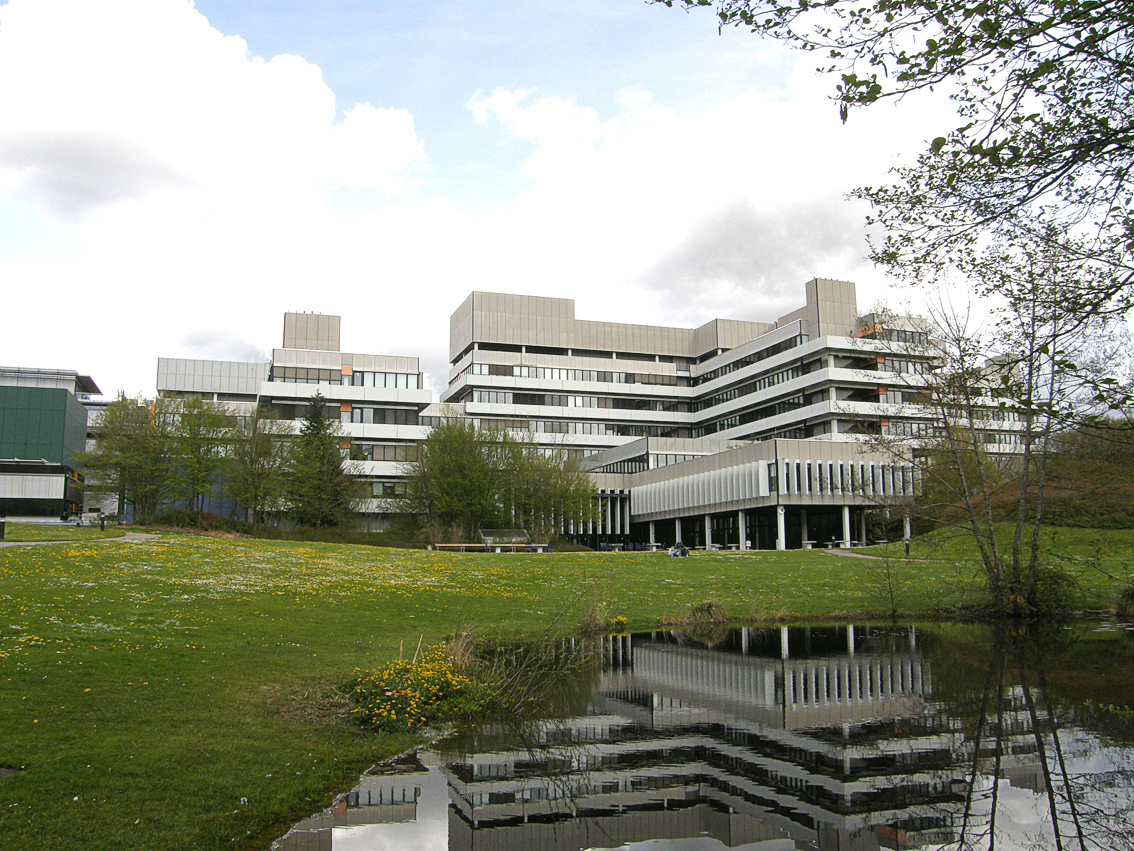
Bâtiment de l'Institut Max-Planck de recherche sur l'état solide à Stuttgart

L'Institut Max-Planck de recherche sur l'état solide (allemand : Max-Planck-Institut für Festkörperforschung) est un institut de recherche extra-universitaire dépendant de la Société Max-Planck situé à Stuttgart, consacré à l'étude de l'état solide. Il se trouve sur le même site que l'Institut Max-Planck pour les systèmes intelligents.

## Priorités de recherche
Fondé en 1969, l'institut se concentre sur l'étude des propriétés chimiques et physiques des solides. Il s'intéresse plus particulièrement aux matériaux complexes ainsi qu'à la physique et la chimie à l'échelle nanométrique, et donc aux processus de transport des électrons et des ions.

## Départements
Dans le département de la spectroscopie de l'état solide (dirigé par Bernhard Keimer), la structure et la dynamique des matériaux électroniques ayant une forte corrélation électronique sont examinées par des techniques spectroscopiques. On étudie notamment l'interaction entre les degrés de liberté des charges, des orbitales atomiques et des spins dans les oxydes de métaux de transition et le mécanisme de la supraconductivité à haute température.
Les nanosciences et les nanotechnologies sont les thèmes centraux de recherche du département des nanosciences (dirigé par Klaus Kern), avec le paradigme du bottom-up comme principe directeur. Le but de la recherche interdisciplinaire entre la physique, la chimie et la biologie est la compréhension et la maîtrise de la matière à l'échelle atomique et moléculaire.
Le département des systèmes électroniques de faible dimension (dirigé par Klaus von Klitzing) mène des recherches fondamentales les systèmes électroniques de faible dimension, où les effets quantiques dominent. Les travaux de recherche portent sur les domaines modernes de la nanoélectronique, de la spintronique et du traitement de l'information quantique sur des bases solides d'importance.
Le département de chimie physique de l'état solide (dirigé par Joachim Maier) concerne la chimie physique de l'état solide, en particulier la thermodynamique chimique, les propriétés de transport et la cinétique chimique.
L'hétérojonction des oxydes de métaux de transition ou des matériaux complexes d'une même famille ouvre des possibilités pour la réalisation de nouveaux systèmes électroniques. En raison des effets fondamentaux de mécanique quantique, ces systèmes peuvent avoir des propriétés qui ne sont pas naturels. Le concept, la croissance et l'étude de ces systèmes électroniques sont au cœur du travail du département d'électronique quantique à l'état solide (dirigé par Jochen Mannhart).
Le département de théorie des corps multiples quantique (dirigé par Walter Metzner) étudie les propriétés électroniques des solides. Il s'intéresse en particulier aux systèmes, où la corrélation électronique joue un rôle important, comme les cuprates, les manganates et d'autres oxydes de métaux de transition. Les corrélations peuvent mener au magnétisme ou à la supraconductivité.
Les corrélations de mécanique quantique chez les solides entraînent dans une interaction avec des propriétés particulières des structures cristallines à une variété de nouvelles phases électroniques avec des propriétés inhabituelles. Dans le département des matériaux quantiques (dirigé par Hidenori Takagi), ces nouvelles phases sont étudiées en particulier dans les oxydes de métaux de transition et des composés similaires.

## Groupes de recherche
Depuis 2005, un total de neuf groupes de recherche sont mis en place à l'Institut : 
- Électronique organique (Hagen Klauk, depuis 2005)
- Nano-optique ultrarapide (Mark Lippitz, professeur chercheur à l'université de Stuttgart, depuis 2006)
- Théorie des nanostructures semi-conductrices (Gabriel Bester, depuis 2007)
- Spectroscopie à effet tunnel des systèmes d'électrons fortement corrélés (Peter choix depuis 2009)
- Méthodes assistées par ordinateur pour la supraconductivité (Lilia Boeri, 2009-2013)
- Nanophysique à l'état solide (Jurgen Smet, depuis 2011)
- Nanochimie (Bettina soudure, depuis 2011)
- Dynamique des systèmes nanoélectroniques (Sebastian Loth, coopération avec le Center for Free-Electron Laser Science, depuis 2011)
- Hétérojonction fonctionnelle (Ionela Vrejoiu, depuis 2012).

## Personnel
Fin 2013, on compte environ 430 employés travaillant à l'Institut, dont environ 110 scientifiques, 90 doctorants et 70 chercheurs invités.
Anciens membres
- Ole Krogh Andersen (1978-2012)
- Manuel Cardona (1970-1999)
- Martin Jansen (1998-2012)
- Hans-Joachim Queisser (1970-1997)
- Arndt Simon (1974-2010)
- Peter Wyder (1984-2001)

## International Max Planck Research School (IMPRS)
L'institut collabore depuis 2014 avec l'université de Stuttgart à l'"International Max Planck Research School for Condensed Matter Science" (IMPRS-CMS). Le porte-parole est Bernhard Keimer. L'IMPRS-CMS succède à l'"IMPRS for Advanced Materials", qui de 2001 à 2013 était en collaboration avec la même université et l'Institut Max-Planck de systèmes intelligents.

## Max Planck Center
Le Max Planck-EPFL Center for Molecular Nanoscience and Technology est un groupe de recherche réunissant les scientifiques de l'Institut Max Planck et l'École polytechnique fédérale de Lausanne (EPFL), qui étudie de nouveaux matériaux entre la nanotechnologie et de la biotechnologie, dont les propriétés sont déterminées par la nanostructure.
Le Max Planck-UBC Center for Quantum Materials est un forum pour la collaboration interdisciplinaire entre physiciens, chimistes et spécialistes des matériaux de l'Institut Max-Planck et de l'Université de la Colombie-Britannique dans le domaine des phénomènes quantiques dans des matériaux complexes.